# Михаило Илић (правник)
Михаило Илић (Београд, 11. септембар 1888 — Београд, 20. март 1944) био је српски правник, професор Прaвног факултета у Суботици и Правног факултета у Београду. Био је проректор Универзитета у Београду (1932–1935), оснивач и истакнути члан Југословенске републиканске странке, уредник више часописа, листова и библиотека, писац запажених критичких и аналитичких чланака.

## Биографија
Михаило Илић рођен је 11. септембра 1888. године у Београду. Његови преци пореклом су из Тетова у Македонији. У родном граду завршио је основну школу и гимназију. Након завршене гимназије уписао је Правни факултет Универзитета у Београду. Дипломирао је 1912. године на Правном факултету у Београду, а докторирао 1919. године на Правном факултету у Паризу, са дисертацијом Considérations générales sur la Société des Nations et son Droit (Општа разматрања о Друштву народа и његовом праву).
По повратку у Србију отпочео је универзитетску каријеру на Правном факултету у Суботици, где је 15. јуна 1921. године изабран у звање доцента за Јавно право, а 11. новембра 1924. у звање ванредног професора. Овај избор потврђен је 30. марта 1926. године и Михаило Илић наставља каријеру на Правном факултету у Београду. Предавао је Административно право. За редовног професора изабран је 1930. године. Биран је за проректора Универзитета у Београду у два мандата (од фебруара 1932. до јуна 1933. и од маја 1934. до фебруара 1935. године).
Михаило Илић се од ране младости занимао за политику. Као студент учествовао је у протестима против ауторитарних режима и прогона слободоумних појединаца у Србији и окружењу. Јануара 1920. године ступио је у чланство Републиканске странке. Реч је о Републиканској демократској странци, која је основана 21. јануара 1920, а 21. јануара 1921. преименована је у Југословенску републиканску странку. Прихватао је повремене стручне ангажмане као експерт у изради појединих законских пројеката. Тако је прихватио позив кнеза Павла и заједно са својим факултетским колегама, Михаилом Константиновићем и Ђорђем Тасићем, 1939. године учествовао у изналажењу Споразума са Хрватима и изради Уредбе о Бановини Хрватској.
У периоду од 1920. до 1941. године тежиште јавних активности Михаила Илића било је на публицистичкој, уредничкој и издавачкој делатности. Био је главни и одговорни уредник часописа Архив за правне и друштвене науке (1933–1940). Оснивао је и уређивао: „Библиотеку јавног права” (1929–1940), Библиотеку „Политика и друштво” (1937–1941), Библиотеку „Савремена питања” (1938–1941) и лист Напред (1938–1941).
Нажалост, ове Илићеве активности прекинуте су нападом Немачке на Краљевину Југославију, априла 1941. године. Приликом хапшења талаца од стране Гестапоа, у ноћи 4. новембра 1941, ухапшен је и професор Михаило Илић са групом универзитетских наставника и других интелектуалаца и одведен је у Логор на Бањици. Покушаји Илићевих колега и пријатеља да се ослободи нису успели. Након трогодишњег тамновања у Бањичком логору Михаило Илић стрељан је у Јајинцима 20. марта 1944. године.
Михаило Илић је у међуратном периоду био један од најзначајнијих учесника у јавном и политичком животу Србије. Истицао се као свестрани теоретичар права својом начелном и доследном борбом за слободу, демократију и владавину права. Као поборник грађанске демократије, изјашњавао се за федералистичко уређење Југославије и окупљање снага на линији борбе против фашизма. Уз професора Ђорђа Тасића спада међу најсветлије личности наше предратне прошлости.